# احمد شهداد
احمد شهداد (انگلیسی: Ahmed Shahdad؛ زادهٔ ۱ ژانویهٔ ۱۹۸۲) یک بازیکن فوتبال اهل قطر است.